# Le Mesnil-Guillaume
Le Mesnil-Guillaume är en kommun i departementet Calvados i regionen Normandie i norra Frankrike. Kommunen ligger i kantonen Lisieux 1er Canton som ligger i arrondissementet Lisieux. År 2022 hade Le Mesnil-Guillaume 558 invånare.

## Befolkningsutveckling
Antalet invånare i kommunen Le Mesnil-Guillaume
Referens:INSEE